# Besant Nagar

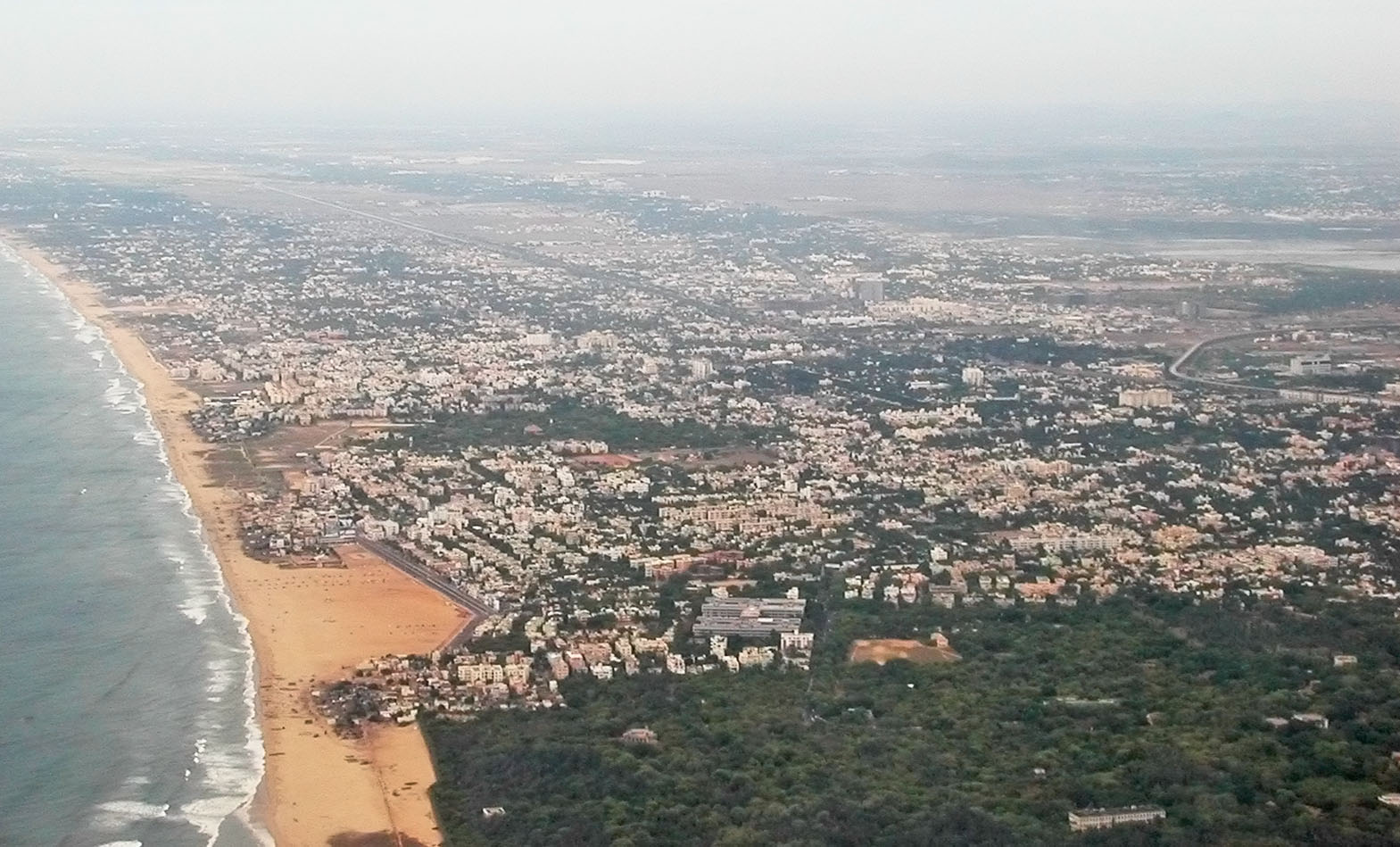
Luchtfoto van Besant Nagar

Besant Nagar is een buitenwijk in de stad Chennai.
Ze werd genoemd naar de theosofe en vrijheidsstrijder Dr Annie Besant.

## Bezienswaardigheden
- De Kalakshetra Academy, internationale school voor Zuid-Indiaanse dans, gesticht door de theosofen Rukmini Devi en haar echtgenoot George Arundale, derde internationaal president van de Theosophical Society.
- De Arulmigu Mahalakshmi Tempel, gewijd aan Mahalakshmi, hemelse partner van Narayanana.